# Toonami
Toonami (произношение: Тунами) е телевизионен блок по Cartoon Network, който излъчва екшън анимации, предимно японски и американски. Стартира на 17 март 1997 г. в САЩ, а по-късно се разпространява и по другите версии на канала в света. Във Великобритания първоначално е блок Cartoon Network през 2000 г., през 2002 г. е преместен по сестринския канал CNX, а година по-късно каналът е ребрандиран като 24-часов Toonami канал, но спира през 2007 г. По това време и други версии на Toonami са спрени. На 20 септември 2008 г. оригиналната версия в САЩ спира също. През септември 2011 г. последните блокове Toonami във Филипините и Пакистан спират. На 1 април 2012 г. Adult Swim връщат блока като първоаприлска шега, а на следващия ден в Twitter питат феновете дали искат Toonami обратно, като използват хаштага „#BringBackToonami“ (на български: „#ВърнетеToonami“). „Twitter кампанията“ събира доста фенове и в крайна сметка на 26 май 2012 г. Toonami се завръща като съботен нощен блок, част от Adult Swim. Блокът вече е насочен към възрастната аудитория и започва да излъчва повече анимации за над 14-годишни и за пръв път и за над 17-годишни. На 1 декември 2012 г. Toonami се завръща като 24-часов канал в Азия, но там продължава да е канал насочен към деца.
Toonami е известен с излъчването и популяризирането на японски анимации като „Драконова топка Z“, „Gundam Wing“, „Sailor Moon“, „Tenchi Muyo!“, „One Piece“ и „Наруто“ в САЩ.

## Визия и стил
Toonami в САЩ е популярен и със специфичната си визия и стил. Има водещ, който представя предаванията, коментира видео игри, изнася различни речи и понякога има и музикални видеоклипове с откъси от предавания.
От 17 март 1997 г. до 9 юли 1999 г. блокът е воден от Молтар, злодей от анимацията от 60-те — „Space Ghost“. Блокът се „излъчва“ от сградата на Ghost Planet Industries на планетата Ghost Planet.
На 10 юли 1999 г. Молтар е заменен от робот, наречен Tом (абревиатура на „Toonami Operations Module“, на български: „Тунами Операционен Модул“). Местоположението също е сменено — то е на космически кораб, наречен „Ghost Planet Spaceship Absolution“. От време на време има кратки истории с Tом. През 2000 г. е представена ко-водеща, наречена Сара. Няколко дни по-късно на 22 септември 2000 г. Том е убит от нашественик, но благодарения на Сара паметта му е запазена и преместена в ново тяло. Тази версия на Том е представена на следващия ден и е често наричана от феновете като „Tом 2“.
На 17 март 2003 г. е представен „Том 3“ (или третия Том) и нов кораб. Историята е обяснена в Интернет комикс, където тялото на Том и стария кораб са почти напълно унищожено, но са направени нови, благодарение на група роботи. През тази епоха речи и музикални видеоклипове не се правят.
След 4 година на същата дата по случай 10-годишнината на Toonami „Том 4“ (или четвъртия Том) е представен с коренно различно тяло от предишните. Местоположението отново е сменено като то е в база на планета-джунгла. Има и нови ко-водещи — Флаш и Д. Причината за голямата смяна била, че Cartoon Network са искали блока да привлича по-млади зрители.
След като Toonami е върнат през 2012 г., Том отново е водещ като тялото му е в лека променена версия на третата му версия и е наричан „Том 3.5“. Местоположението отново е във втория кораб. През април 2013 г. е обявено, че ще бъде представен „Том 5“ (или петия Том), както и нов кораб. Ще има и онлайн комикс, който ще обясни появата на „Том 4“, „Том 3.5“ и „Том 5“, както и къде е Сара.